# Államok vezetőinek listája 678-ban
Ezen az oldalon az i. sz. 678-ban fennálló államok vezetőinek névsora olvasható földrészek, majd országok szerinti bontásban.

## Európa
- Bizánci Birodalom
  - Császár: IV. Kónsztantinosz (668–685)

- Frank Birodalom
  - Király: 
    - Austrasia: II. Dagobert (676–679)
    - Neustria és Burgundia: III. Theuderic (675–691)

  - Bajor Hercegség: I. Theodo (640–680)
  - Türingiai Hercegség: I. Heden (642–687)

- Longobárd Királyság
  - Király: Perctarit (671–688)
  - Beneventói Hercegség
    - Herceg: I. Romuald (662–687)

  - Friuli Hercegség
    - Herceg: Landar (670–688)

  - Spoletói Hercegség
    - Herceg: I. Transamund (663–703)

- Vizigót Királyság
  - Király: Wamba (672–680)

### Britannia
- Bernicia
  - Király: Ecgfrith (670–685)

- Deira
  - Király: Ælfwine (670-679)

- Dál Riata
  - Király: Máel Dúin mac Conaill (673–688)

- Essexi Királyság
  - Király: Sighere (664–690) és Sæbbi (664–694)

- Gwynedd
  - Király: Cadwaladr ap Cadwallon (655–682)

- Kelet-angliai Királyság
  - Király: Ealdwulf (664–713)

- Kenti Királyság
  - Király: Hlothhere (673–685)

- Mercia
  - Király: Æthelred (675–704)

- Piktek
  - Király: III. Bridei (672–693)

- Strathclyde
  - Király: Elfin (658–693?)

- Wessexi Királyság
  - Király: Centwine (676–685)

## Ázsia
- Csampa
  - Király: I. Vikrantavarman (653–686)

- Ibériai Királyság
  - Király: II. Adarnész Patrikiosz (650–684)

- India
  - Anuradhapura
    - Király: IV. Aggabódhi (673-689)

  - Csálukja Birodalom
    - Király: I. Vikramaditja (655–680)

  - Karkota-dinasztia
    - Király: Pratapaditja (661–711)

  - Pallava
    - Király: Parameszvaravarman (670–685)

  - Pándja-dinasztia
    - Király: Arikeszari Maravarman (670–710)

- Japán
  - Császár: Tenmu (672–686)

- Kína (Tang-dinasztia)
  - Császár: Tang Kao-cung (649–683)

- Korea
  - Silla
    - Király: Munmu (661–681)

- Omajjád Kalifátus
  - Kalifa: I. Muávija (661–680)

- Nepál
  - Király: Narendradéva (643–679)

- Tibet
  - Király: Tridu Szongcen (676–704)

## Afrika
- Akszúmi Királyság
  - Akszúmi uralkodók listája

## Amerika
- Copán
  - Király: Chan Imix Kʼawiil (628–695)
- Palenque
  - Király: I. K'inich Janaab Pakal (615–683)
- Tikal
  - Király: Nuun Ujol Chaak (kb. 650–679)

## Egyházfő
- Pápa: Donus (676–678)
- Pápa: Agatho (678–681)
- Konstantinápolyi pátriárka: I. Theodórosz (677-679)

## Fordítás
- Ez a szócikk részben vagy egészben  a   Liste der Staatsoberhäupter 678 című német Wikipédia-szócikk ezen változatának fordításán alapul.  Az eredeti cikk szerkesztőit annak laptörténete sorolja fel. Ez a jelzés csupán a megfogalmazás eredetét és a szerzői jogokat jelzi, nem szolgál a cikkben szereplő információk forrásmegjelöléseként.